# Lorenzo 1992
Lorenzo 1992 es el sexto álbum de Jovanotti, lanzado en 1992 con el sello discográfico de F.R.I. Records, producida por Claudio Cecchetto y Jovanotti, e incluso obtuvo disco de oro y platino en Italia.

## Listado de Canciones
1.Il rap (3:26) 
2.Non m'annoio (3:43) 
3.Ragazzo fortunato (4:50) 
4.Puttane e spose (4:00) 
5.Benvenuti nella giungla (4:13) 
6.Televisione televisione (2:24) 
7.Io no (4:56) 
8.Sai qual è il problema (3:17) 
9.Chissà se stai dormendo (5:11) 
10.Estate 1992 (4:17) 
11.Vai con un po' di violenza (3:26) 
12.Ho perso la direzione (4:29)
- Datos: Q966169